# Murray Kushner
Murray Kushner (né en 1951) est un promoteur immobilier américain, frère de Charles Kushner et oncle de Jared Kushner.

## Jeunesse
Les parents de Murray, Joseph et Reichel Kushner sont des survivants de l'holocauste d'origine biélorusse. Ils se sont enfuis de Pologne vers l'Amérique en passant par l'Italie en 1949. Son père Joseph travailla comme ouvrier du bâtiment et en même temps comme constructeur indépendant, tout en investissant dans l’immobilier pour constituer un portefeuille de 4 000 appartements dans le New Jersey

## Carrière
Après l’université il a travaillé pour agrandir le patrimoine immobilier familial et après le décès de son père, lui et ses frères et sœurs ont divisé la propriété de la société. Ses relations avec son frère se sont détériorées à la suite de décisions d’investissement, en particulier à la suite du veto de Murray sur l’achat de Berkshire Realty, une société qui possédait 24 000 appartements, ce qui aurait fait de Kushner Companies la plus grande société immobilière privée de la région.
En 2000 les frères ont décidé de ne plus travailler ensemble en tant que partenaires commerciaux.
Il fonde la société Kushner Real Estate Group, et est actionnaire de Greystar.

## Vie personnelle
Murray Kushner est un partisan éminent du gouverneur Chris Christie. Sa femme a été diagnostiquée de la sclérose en plaques au milieu des années 1990 et ils consacrent depuis une grande partie de leurs activités philanthropiques à la recherche d'un traitement curatif. Il reste toujours séparé de son frère Charles Kushner .